# Toni Mora
Antonio Mora Aldeguer más conocido como Toni Mora  (nacido el 13 de junio de 1969, en Barcelona, España), es un actor español y actor de doblaje de voz, programas de TV, de diversas películas y videojuegos. Él es el actor de voz habitual en español para el doblaje de Kevin McKidd, Bobby Cannavale, Tom Ellis, James McAvoy, David James Elliott y Daniel Sunjata.
| Videojuegos | Videojuegos                                        | Videojuegos               | Videojuegos       | Videojuegos |
| Año         | Título                                             | Papel                     | Actor Original    | Notas       |
| ----------- | -------------------------------------------------- | ------------------------- | ----------------- | ----------- |
| 2009        | Star Wars: The Clone Wars - Héroes de la Republica | Kit Fitso                 | Phil LaMarr       | Voz         |
| 2012        | Blades of Time                                     | Maestro del Gremio Chamán |                   | Voz         |
| 2013        | LEGO Marvel Super Heroes                           | Capitán América           | Roger Craig Smith | Voz         |
| 2016        | Lucifer                                            | Lucifer Morningstar       |                   |             |